# صباح محمد البرزنجي
صباح محمد البرزنجي عالم وكاتب ومفكر كردي عراقي. ولد سنة 1968 في قرية نوى التابعة لقضاء حلبجة بمحافظة السليمانية العراق.

## حياته
درس العلوم الإسلامية لدى والده الشيخ محمد نجيب البرزنجي وثلة من علماء كردستان، من أبرزهم الشيخ عثمان عبد العزيز، الشيخ صديق السرگتي، الشيخ عبد اللطيف البرزنجي، الشيخ علي بياره و الشيخ محمود الآزادي، ثم أخذ الإجازة العلمية من السيد عطاء الله الچوري ومن السيد محمد شيخ الإسلام الكردستاني سنة 1987م.
حصل على البكالوريوس في الفقه وأصوله من كلية الإلهيات والعلوم الإسلامية 1993م.، وعلى الماجستير في نفس الاختصاص من الكلية ذاتها سنة 1996م وكان عنوان رسالته (المباحث الكلامية في أصول الفقه الإسلامي)، وبتقدير امتياز. وعلى الدكتوراه في الفقه وأسس التشريع الإسلامي سنة 2001م عن أطروحته الموسومة (حركية الفقه الإسلامي على مسار التأريخ الإسلامي) وبتقدير امتياز كذلك. ارتقى إلى مرتبة أستاذ مساعد (دانشيار) بتاريخ 2006/02/14م.
درس في كليات العلوم الإنسانية والقانون واللغات بجامعة السليمانية. والمواد التي زاول تدريسها هي: البلاغة، الفرق، أصول الفقه، الميراث، الوصية، الفلسفة والأديان بالإضافة إلى منهج البحث العلمي وحالياً محاضر بكلية القانون والسياسة بجامعة التنمية البشرية في مرحلة البكالوريوس وبجامعة السليمانية في مرحلتي الماجستير والدكتوراه. أشرف على رسالات ماجستير ودكتوراه في اختصاصات الفلسفة الإسلامية والشريعة والقانون والدراسات التاريخية في جامعات الداخل والخارج.
شارك في عدة لجان مناقشة رسائل الماجستير في جامعتي السليمانية وصلاح الدين والأكاديمية العليا للدراسات العلمية والإنسانية التابعة للجامعة الماليزية والجامعة العالمية للعلوم الإسلامية وكلية الإمام الأعظم في بغداد. والجامعة العراقية ببغداد. وجامعة الجنان بطرابلس- لبنان. اختير كخبير لغوي ومقوم علمي لكثير من رسائل الماجستير والدكتوراه والبحوث العلمية في جامعتي السليمانية وكوية وصلاح الدين ودهوك.
كتب العديد من البحوث والمقالات العلمية والفكرية في المجلات العلمية والعامة. عقد كثيراً من الندوات العلمية والفكرية وحاضر في العديد من الدورات التأهيلية والثقافية.
شارك في عدة مؤتمرات علمية ولقاءات فكرية، منها مؤتمر الفكر الإسلامي في اربيل ومؤتمر الوحدة الإسلامية في طهران ومؤتمر المعهد العالمي للفكر الإسلامي في إسطنبول والندوة العلمية عن المولوي التاوكوزي التي عقدت في جامعة كردستان بسنندج وملتقى تكريم الشيخ عبد الكريم المدرس في قضاء كلار وذكرى الشاعر نالي من قبل مركز عيل بك الثقافي ومؤتمر الشاعر قانع من قبل وزارة الثقافة الكردستانية، وفي ملتقى نشر ثقافة اللاعنف الذي عقده بيت الحكمة بالتنسيق مع جامعة السليمانية، وشارك في كل منها ببحث أو ورقة علمية. وفي مؤتمر الإمام الأعظم أبي حنيفة في دوشنبة عاصمة طاجيكستان. ومؤتمر مولانا خالد في مدينة وان بتركيا.ومؤتمر تفسير القرآن الكريم قديماً وحديثاً في قازان جمهورية تتارستان بروسيا الاتحادية. وفي مؤتمر الإمام الشافعي بمدينة سقز الكردستانية الإيرانية، وملتقى السلام للجميع بمدينة جوانرود الإيرانية وفي مؤتمر الاتجاهات الفكرية بالمملكة العربية السعودية.
دُعي للعديد من المناظرات والندوات الإذاعية والتلفزيونية المحلية والفضائية، بشأن القضايا الفكرية والسياسية والفقهية. أجرى الكثير من المقابلات الصحفية مع الصحف والدوريات العربية والكردية. أسهم في تأسيس جمعية الدعوة والثقافة الإسلامية الكردستانية وتولى رئاستها سنة 2000م. وكان عضو في مجلس أمناء المعهد الكردي للإنتخابات ومركز بدليسي الثقافي وستشار أكاديمي للمعهد العالمي للفكر الإسلامي وعضو الأمانة العليا للإفتاء في العراق ورئيس مركز الزهاوي للدراسات الفكرية في السليمانية / العراق ونائب سابق في برلمان إقليم كوردستان العراق. وعضو في لجنتي (التربية والتعليم العالي والبحث العلمي) و (الأوقاف والشؤون الدينية) وعضو الهيئة الاستشارية العليا في وزارة الأوقاف بحكومة اقليم كردستان.
سافر إلى كل من الولايات المتحدة والسويد وتركيا ومصر ولبنان والأردن وطاجيكستان وروسيا، التقى برجال الفكر والعلم والسياسة فيها. درّس كثيراً من كتب التراث العلمي الإسلامي كشرح الألفية للسيوطي وشرح المختصر للتفتازاني وشرح جمع الجوامع للمحلي وتفسير البيضاوي وشرح العقائد النسفية للتفتازاني وشرح الشمسية للقطب الرازي وشرح عيون الحكمة للرازي والرسالة الوضعية للايجي لطلبة العلوم الشرعية في إيران والعراق. ومنهاج البيضاوي.والفوائد الضيائية للجامي.
قدّم مجموعة كبيرة من الكتب الفكرية وراجع كتباً تراثية كبيرة قبل طبعها ونشرها.

## أعماله

### المؤلفات
1. (الخلاصة في علم المنطق).
2. (المقولات العشر، عرض وتحليل).
3. (أهم الفرق الإسلامية).
4. (ثلاث وجهات نظر).
5. (تطور الفقه الإسلامي).
6. (مدخل لدراسة الشريعة الإسلامية).
7. (محاضرات في أصول الفقه).
8. (محاضرات في الميراث والوصية).
9. (القلب في القرآن).
10. التجديد في الفقه الإسلامي.
11. البحوث الكلامية في الفقه الإسلامي.
12. (في إحرام الأدب).
13. (محاضرات في تاريخ الفقه الإسلامي)،
14. (ترجمة رسائل مولانا خالد الفارسية إلى الكردية).
15. ترجمة كتاب (الإسلام بين شريعتين، رؤية قرآنية في معرفة الذات ومعرفة الآخر) للدكتور عبد الحميد أحمد أبو سليمان إلى اللغة الكردية.
16. تحقيق وتلخيص وتقديم كتاب (مناظر الإنشاء) لعماد الدين محمود بن محمد الكيلاني الكاتب.
17. تحقيق المنظومة الوافية في علم القافية لابن القزلجي.
18. شرح منظومة حديقة الاسرار (كلشن راز) للشيخ محمود الشبستري باللغة الكردية في التصوف والعرفان (تحت الطبع).
19. تيسير الوسيلة في شرح الفضيلة للعلامة الشيخ عبد الكريم المدرس (قيد الإعداد).
20. ملاحظات وحواشي على ديوان محوي (قيد الإعداد).
21. بيان البحور العروضية لأشعار محوي الفارسية.

### البحوث
1. (مع المؤمنين في سورة الأنفال).
2. (منهج السنة النبوية في التربية).
3. (الإقرار في المذاهب الإسلامية المختلفة).
4. (القطع واليقين في أصول فقه المذهب الإمامي الثنى عشري).
5. (دراسة مقارنة لآية الغنائم).
6. (المرأة بين حقائق الشريعة ووهم الأفكار).
7. فلسفة العلم من منظور إسلامي.
8. توظيف علم المقاصد في الواقع الفكري والسياسي.
9. قراءة لكتاب البدء والتاريخ للمقدسي.
10. الإنسان والكتاب.
11. تجليات الفكر الإسلامي في أدبيات محمد إقبال.
12. (رؤوس أقلام في نظرية الحضارة).
13. (تموّج المعنى في بحر مولانا جلال الدين الرومي).
14. (مفهوم الأنفال في الثقافة الإسلامية والتاريخ الإسلامي).
15. (ظاهرة الإرهاب وضرورة الحد منها).
16. (أخلاقيات الأستاذ الجامعي وأثرها في بناء الجيل الجديد).
17. (نصوص قرآنية في التسامح والتعايش السلمي).
18. (إشارات كلامية وفلسفية وصوفية في آثار المولوي).
19. بحث مشترك (العلة لدى الفلاسفة والأصوليين) مع الدكتور فاروق عبد الله كريم عميد كلية القانون.
20. (عناصر القاعدة الشرعية).
21. (دور التراث الصوفي في الحد من العنف).
22. (الثقافة الأصولية لمولانا خالد النقشبندي).
23. (القواعد العامة للسلطة في التراث الفقهي).
24. (أصول الفقه منهجاً للتفكير).
25. النهوض بالتعليم العالي سبيلاً للنهوض بالأمة.
26. التصوف حقائق ومفاهيم.
27. أهمية قول اللغوي عند الأصوليين.
28. التعددية الفكرية والسياسية من منظور إسلامي.
29. لقطات من أدب المفتي الزهاوي.
30. نظرية الاصطفاء الإلهي وأهميتها في تحليل التاريخ والحضارة.
31. الطريقة النقشبندية ومكانتها في الفكر الإسلامي.
32. الملا حامد البيساراني ومكانته الأدبية والعلمية.
33. المواطنة وضرورتها المعاصرة.
34. آيات القتال وتفسيرها المعاصر.
35. الإجماع في المنظومة المعرفية الإسلامية.
36. التنسيق والتكامل بين مراكز البحث والتطوير.
37. نافذة على علم الكلام الإسلامي.
38. جبر الاختيار واختيار الجبر.
39. مقدمة لعلم التفسير.
40. العقلانية في النظام المعرفي الإسلامي.